# 神山征二郎
神山 征二郎（こうやま せいじろう、1941年〈昭和16年〉7月16日 - ）は、日本の映画監督、脚本家。岐阜県岐阜市中西郷出身。2022年5月より東京都内から長野県上田市に移住（2024年9月時点）。

## 経歴
農家に生まれる。岐阜県立岐阜北高等学校に在学中は画家を志していた。日本大学芸術学部映画学科に在学中は演劇に傾倒していたが、1964年（昭和39年）、4年生の時に重症の右湿性肋膜炎を患い大学を中退し帰郷する。病気の回復後に再び上京し、映画芸術誌編集部のアルバイトを経て、1965年（昭和40年）、新藤兼人監督が主宰する近代映画協会に参加する。なお、大学時代の同窓生にアニメーション監督の富野由悠季がいる。
新藤兼人、吉村公三郎、今井正各監督の助手を務めた後、1971年（昭和46年）、『鯉のいる村』（製作：近代映画協会）にて監督デビュー、全国労映賞を受賞する。1975年（昭和50年）には『八甲田山』（製作：橋本プロダクションほか）にチーフ助監督として務め、橋本忍、野村芳太郎、森谷司郎らと知り合った。その後、近代映画協会では日本映画監督協会新人奨励賞を受賞した『二つのハーモニカ』（1976年）や、文化庁優秀映画奨励金を交付された『看護婦のオヤジがんばる』（1980年）など5作品を撮影した。
1981年（昭和56年）、『日本フィルハーモニー物語 炎の第五楽章』にフリーランスとして関わり、同年、大沢豊、後藤俊夫と「こぶしプロ」を設立する。1982年の東宝映画『ひめゆりの塔』では今井正監督に協同した。
1983年（昭和58年）に公開された『ふるさと』（製作：こぶしプロ）は、モスクワ映画祭主演男優賞（加藤嘉）、全国映連賞最優秀作品賞、同最優秀監督賞ほかを受賞、文化庁優秀映画製作奨励金を交付されるなど、国内外で高い評価を受ける。1986年、『春駒のうた』で、タシケント映画祭最優秀作品賞。
1987年（昭和62年）、『ハチ公物語』で山路ふみ子映画賞を受賞、また年間興行収入ベストワンとなる大ヒットとなった。
1988年（昭和63年）に「神山プロダクション」を設立。1990年（平成2年）の『白い手』は日刊スポーツ映画大賞監督賞、毎日映画コンクール優秀賞を受賞した。以降、『遠き落日』（1992年）、『ひめゆりの塔』（1995年）、『郡上一揆』（2000年）、『大河の一滴』（2001年）などの作品を監督する。
2001年（平成13年）、「時代と地域を見据えた映画製作」に対し第54回中日文化賞が贈られた。
その後も、『草の乱』（2004年）、『ラストゲーム 最後の早慶戦』（2008年）、『学校をつくろう』（2011年）などの作品がある。

## 人物
師である新藤、今井、吉村の衣鉢を継ぐ正統的な社会派映画作家であるが、時代の変化もあり師匠たちのような高い評価には恵まれなかった。大ヒットした『ハチ公物語』にも批評家たちは冷淡で、当時彼らにキワモノ扱いされたことに対する神山の憤懣は、後年に海外での好評がアメリカ版リメイクにつながった際、『映画芸術』誌上での辛辣な一文という形で吐き出されている。
兄は剣道指導者（元岐阜市立岐阜商業高等学校教員、元朝日大学体育会剣道部監督）の神山勝郎。

## 主な監督作品
- 『鯉のいる村』（1971年）
- 『時計は生きていた』（1973年）
- 『二つのハーモニカ』（1976年） - 宮城県矢本が舞台。
- 『あすも夕やけ』（1977年）
- 『洟をたらした神』（1978年）[注 2]
- 『看護婦のオヤジがんばる』（1980年）
- 『日本フィルハーモニー物語 炎の第五楽章』（1981年）
- 『ひめゆりの塔』（1982年）-  協力監督。監督は今井正。
- 『ふるさと』（1983年）
- 『春駒のうた』（1986年）
- 『旅路 村でいちばんの首吊りの木』（1986年）
- 『ハチ公物語』（1987年）
- 『千羽づる』（1989年）
- 『伊勢湾台風物語』（1989年）- アニメーション
- 『ドンマイ』（1990年）
- 『白い手』（1990年）
- 『遠き落日』（1992年）
- 『月光の夏』（1993年）
- 『さくら』（1994年）
- 『ひめゆりの塔』（1995年）
- 『三たびの海峡』（1995年）
- 『マヤの一生』（1996年）- アニメーション
- 『宮澤賢治 その愛』（1996年）
- 『郡上一揆』（2000年）
- 『大河の一滴』（2001年）
- 『草の乱』（2004年）
- 『北辰斜にさすところ』（2007年）
- 『ラストゲーム 最後の早慶戦』（2008年）
- 『鶴彬 こころの軌跡』（2009年）
- 『学校をつくろう』（2011年）
- 『救いたい』（2014年）
- 『時の行路』（2020年）
- 『シンペイ～歌こそすべて～』（2025年[注 3]）

## 脚本
- 赤毛のアン（1979年）
  - 赤毛のアン グリーンゲーブルズへの道（2010年）
- トム・ソーヤーの冒険（1980年）

## 著書
- 『町が海におそわれた 伊勢湾台風物語』 学習研究社、1989年、ISBN 4-05-103585-9
- 『生まれたら戦争だった。 映画監督神山征二郎・自伝』シネ・フロント社、2008年、ISBN 978-4-915576-21-8